# Smen

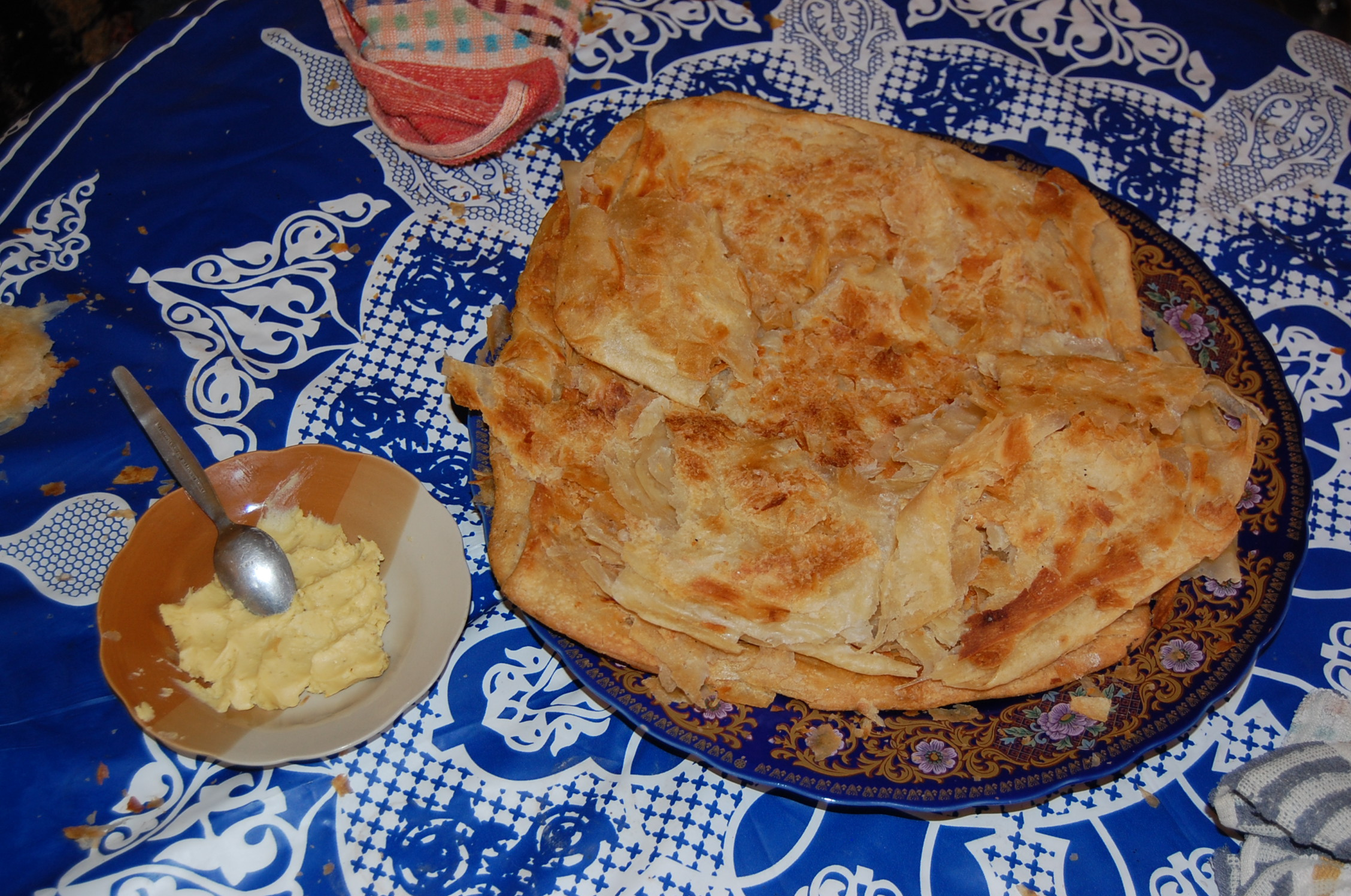
Smen (a sinistra) con msemmen (a destra).

Lo Smen (in arabo سمن o سمنة‎?, chiamato anche sman, semn, semneh o sminn) è burro fermentato salato, un ingrediente importante nella cucina mediorientale e maghrebina. Viene prodotto utilizzando il burro a base di latte di pecora, capra o una combinazione dei due. Il burro viene portato a ebollizione per circa 15 minuti, quindi scremato, filtrato in un barattolo di ceramica chiamato khabia e salato prima di cagliarlo. Del timo viene spesso aggiunto a esso per fornire un lievito e un innesco per gli enzimi. Possono essere utilizzate altre piante o frutti. Il risultato viene quindi invecchiato, spesso in contenitori sigillati. Viene quindi tradizionalmente sepolto nel terreno per motivi di stabilità della temperatura, proprio come il formaggio viene lasciato maturare nelle caverne perché hanno temperature più fresche e più stabili.
È simile al ghee e al niter kibbeh, ma ha un gusto e un odore caratteristicamente forti, rancidi e di formaggio. Lo smen stagionato ha un sapore molto simile al formaggio erborinato perché allo stesso modo è un tipo ricco di grassi. Più vecchio è lo smen, più forte - e più apprezzato - diventa. Lo smen è tradizionalmente utilizzato principalmente nella preparazione di couscous e trid, nonché di tagine e kdras, anche se sta diventando sempre più difficile da trovare a causa della sua crescente sostituzione con olio di arachidi, un elemento culinario non nativo introdotto dal Senegal e da altri Paesi dell'africa occidentale.
Si ritiene che lo smen prodotto durante l'inverno sia più profumato di quello prodotto durante una stagione più calda. In un clima caldo costante, più vicino alla temperatura in cui il burro diventa liquido, lo smen matura molto lentamente. A temperature più basse, un mese è considerato un tempo accettabile per iniziare a usare lo smen in cucina, anche se il suo sapore non sarà forte. In un clima caldo costante, come nei paesi equatoriali, possono essere necessari fino a quattro mesi per sviluppare la quantità equivalente di sapore.
Lo smen ha un grande significato culturale, in particolare come indicatore della ricchezza familiare. Come tale sarà spesso usato come segno d'onore per i visitatori stimati di una famiglia, simile alle usanze di altre culture come l'uso della "porcellana fine" o servire un vino particolarmente pregiato.
Gli agricoltori berberi nel sud del Marocco a volte seppelliscono un recipiente sigillato di smen il giorno della nascita di una figlia, lasciandolo invecchiare fino a quando non viene dissotterrato e utilizzato per condire il cibo servito nel matrimonio di quella figlia. In Israele e nello Yemen, gli ebrei preparano una versione speciale di semneh (סאמנה) che viene affumicata con erbe aromatiche all'interno di una zucca per conferirle un sapore più profondo e aiutare la conservazione.